# 弗卢梅里
弗卢梅里（義大利語：Flumeri），是意大利阿韦利诺省的一个市镇。总面积34.24平方公里，人口3104人，人口密度90.7人/平方公里（2009年）。ISTAT代码为064032。